# Polska Partia Komunistyczna
De Poolse Communistische Partij (Pools: Polska Partia Komunistyczna, PPK) was een eurocommunistische groepering, die in 1981 op initiatief van Paweł Góralski werd opgericht. De partij hoopte in Polen een socialistisch systeem op te bouwen dat specifiek op de Poolse omstandigheden toegespitst zou zijn. Doelstelling van de partij waren: dienstbaarheid van het partij jegens het volk, volledige godsdienstvrijheid, vakbondsvrijheid en samenwerking met andere socialistische landen op basis van gelijkwaardigheid en partnerschap, dus zonder leidende rol van de Sovjet-Unie. 
De PPK maakte deel uit van de oppositie tegen het regime en dient niet te worden verward met de Poolse Verenigde Arbeiderspartij (PZPR), die binnen de Volksrepubliek Polen het machtsmonopolie uitoefende.